# ボーエン比
ボーエン比（ボーエンひ、英語: Bowen ratio）とは、乾湿を表す指標である。天文学者アイラ・ボーエンに由来する。
顕熱フラックス（sensible heat flux）を{\displaystyle H}、潜熱フラックス（latent heat flux）を{\displaystyle L_{e}E}（{\displaystyle L_{e}}は水の蒸発時に必要な潜熱、{\displaystyle E}は水の蒸発量）とすると、ボーエン比{\displaystyle Bo}は以下のように表される。
{\displaystyle Bo={\frac {H}{L_{e}E}}}
一般にボーエン比は乾燥地域で大きくなり、湿潤地域や水域で小さくなる。乾燥地域では水分の蒸発量が小さく、潜熱フラックス{\displaystyle L_{e}E}の値が小さくなるため顕熱フラックス{\displaystyle H}が大きくなる傾向にある。一方、湿潤地域では潜熱フラックス{\displaystyle L_{e}E}の値が大きくなる。

## 求め方
ボーエン比は異なる2つの高度{\displaystyle z_{1}}、{\displaystyle z_{2}}における平均気温・平均比湿{\displaystyle {\overline {T_{1}}}}、{\displaystyle {\overline {T_{2}}}}、{\displaystyle {\overline {q_{1}}}}、{\displaystyle {\overline {q_{2}}}}の観測から求められる。大気が中立であれば、
{\displaystyle Bo={\frac {H}{L_{e}E}}={\frac {C_{p}}{L_{e}}}{\frac {{\overline {T_{1}}}-{\overline {T_{2}}}}{{\overline {q_{1}}}-{\overline {q_{2}}}}}}
と表せる（ただし{\displaystyle C_{p}}は定圧比熱）。

## 熱収支ボーエン比法
熱収支ボーエン比法（energy balance Bowen ratio method）により、潜熱フラックス{\displaystyle L_{e}E}や顕熱フラックス{\displaystyle H}の値を求めることができる。この方法はボーエン比法（Bowen ratio method）ともよばれる。この方法は熱収支の観測でも用いられる。また蒸発散量の主要な観測方法の1つでもある。
熱収支式は簡略化して、
{\displaystyle R_{n}=L_{e}E+H+G}
と表せる（ただし、{\displaystyle R_{n}}は正味の放射量、{\displaystyle G}は地中熱流量）が、この式をボーエン比の式と組み合わせると、
{\displaystyle L_{e}E=(R_{n}-G){\frac {1}{1+Bo}}}
{\displaystyle H=(R_{n}-G){\frac {Bo}{1+Bo}}}
が成立する。すなわち、異なる2高度{\displaystyle z_{1}}、{\displaystyle z_{2}}における平均気温・平均比湿{\displaystyle {\overline {T_{1}}}}、{\displaystyle {\overline {T_{2}}}}、{\displaystyle {\overline {q_{1}}}}、{\displaystyle {\overline {q_{2}}}}、および正味の放射量{\displaystyle R_{n}}・地中熱流量（soil heat flux）{\displaystyle G}の観測から、潜熱フラックス{\displaystyle L_{e}E}や顕熱フラックス{\displaystyle H}の値が求まる。